# Burden in My Hand
«Burden in My Hand» es el segundo sencillo lanzado en septiembre de 1996 del álbum Down on the Upside de la banda de grunge de Seattle Soundgarden. El sencillo llegó al puesto número 1 de la Mainstream Rock Charts, permaneciendo en ese puesto por cinco semanas. Esta canción fue incluida en el álbum de grandes éxitos A-Sides, lanzado en el año 1997.

## Origen y grabación
Burden in My Hand fue escrita por el vocalista Chris Cornell. La afinación está en Do-Sol-Do-Sol-Do-Mi (esta afinación se denomina "afinación de Do abierta"), la cual fue introducida al grupo por el bajista Ben Shepherd en la canción Head Down, del álbum Superunknown.

## Letra
La letra de Burden in My Hand habla acerca de homicidio y culpa. Cornell canta en el estribillo: "I shot my love today, would you cry for me?" (Le disparé a mi amor hoy, ¿llorarías por mí?) y "I left her in the sand, just a burden in my hand" (La dejé en la arena, tan sólo una carga en mi mano). También canta: "Just a burden in my hand, just an anchor in my heart..." (Tan sólo una carga en mi mano, tan sólo un ancla en mi corazón), lo que da a entender que el personaje que relata siente una inmensa culpa. El guitarrista principal de la banda, Kim Thayil, irónicamente, llama a la canción el Hey Joe de los años noventa.

## Lanzamiento y recepción
Burden in My Hand fue lanzado en formato de CD y vinilo de 7 pulgadas. Además, se hizo una versión promocional en Estados Unidos, y una versión sólo para DJ's (Club Promo) para Europa de 300 copias contadas a mano. Burden in My Hand fue lanzado, además de en Estados Unidos, fue lanzado en el Reino Unido y en Australia.  Burden in My Hand fue lanzado como el segundo sencillo de Down on the Upside, junto con los previamente no lanzados lados B, los cuales son Karaoke y Bleed Together (el cual fue lanzado como un sencillo de su álbum de grandes éxitos, A-Sides). Chris Cornell Interview es un segmento de siete minutos y medio de una entrevista realizada al vocalista Chris Cornell. La entrevista es conducida por Tom Russel y fue grabada en abril de 1996, en la cual habla de sus conciertos cancelados en el Reino Unido (tema en el cual afirma que su voz "simplemente se jodió"), de la presión provocada por el hecho de tener que producir un disco que venda bien (afirmó que "la presión proviene de ellos mismos"), de las compañías publicitarias (de las cuales indicó que "no las necesitaba") y del sentido del humor de la banda (dijo que "no hablan en serio entre ellos"). El tema She's a Politician apareció por primera vez en un flexi-disc de doble capa que venía gratis con el ejemplar de diciembre de 1991 de la revista Reflex, cuyo lado B era la canción Christmas with the Devil, de la banda Rights of the Accused. She's a Politician apareció más tarde en el EP Satanoscillatemymetallicsonatas, que venía con el disco Badmotorfinger en el año 1992. Birth Ritual apareció anteriormente en 1994 como lado B del sencillo Black Hole Sun de Europa y en el sencillo My Wave de Australia.
Burden in My Hand fue lanzado, además de en Estados Unidos, fue lanzado en el Reino Unido y en Australia. Alcanzó la cima de la Mainstream Rock Charts, permaneciendo en el puesto número 1 por cinco semanas, alcanzó el segundo lugar en la Modern Rock Charts y llegó al puesto número 40 en la Billboard Hot 100 Airplay. Después, en el Reino Unido logró el puesto número 33 en la UK Singles Chart. Además, en Canadá, llegó al puesto número 9 de la Canadian Singles Chart y alcanzó el número 1 en el Canadian Alternative Top 30, logrando que fuera la segunda canción de Soundgarden en llegar al puesto número 1 en esa lista.

## Video
El video para esta canción fue dirigido por Jake Scott, quien anteriormente había dirigido el video para la canción Fell on Black Days. El video muestra a los integrantes de la banda caminando por lo que parecen ser las dunas de Kelso, en el Desierto de Mojave. El avión de guerra que aparece en el video fue identificado como un J 35 Draken, operado por el "Mojave Air & Space Port". El video fue lanzado en junio de 1996.

## Ejecuciones en vivo
Como las ejecuciones de las canciones de Down on the Upside no fueron muy numerosas por el hecho de la separación de la banda el año que siguió al lanzamiento del álbum, una de las pocas ejecuciones, y una de las más memorables de Burden in My Hand fue en Saturday Night Live en mayo de 1996, para promocionar el álbum.

## Listado de canciones
Todas las canciones fueron escritas por Chris Cornell excepto donde se aclare:
Lanzamiento en Europa en CD y en vinilo de 7 pulgadas
1. «Burden in My Hand» – 4:50
2. «Karaoke» – 6:01

Lanzamiento Alternativo en CD en Europa
1. «Burden in My Hand» – 4:50
2. «Bleed Together» – 3:54
3. «She's a Politician» – 1:48
4. Chris Cornell Interview – 7:42

Lanzamiento en CD en Australia
1. «Burden in My Hand» – 4:50
2. «Karaoke» – 6:01
3. «Bleed Together» – 3:54
4. «Birth Ritual» (Chris Cornell, Matt Cameron, Kim Thayil)– 5:50

Lanzamiento Promocional en CD en Europa
1. «Burden in My Hand» – 4:50

Lanzamiento Promocional en CD en Estados Unidos
1. «Burden in My Hand» – 4:50
2. «Burden in My Hand» (editada)

## Posicionamiento
| Listas (1996)                | Posición |
| ---------------------------- | -------- |
| Canadian Singles Chart       | 9        |
| Canadian Alternative Top 30  | 1        |
| UK Singles Chart             | 33       |
| US Billboard Hot 100 Airplay | 40       |
| US Mainstream Rock Tracks    | 1        |
| US Modern Rock Tracks        | 2        |